# 坂田良太
坂田 良太（さかた りょうた、1992年2月25日 - ）は、熊本県上益城郡益城町出身の元プロサッカー選手。ポジションは、ディフェンダー（DF）。現在は私立高校教員。

## 来歴
大津高校在学時に、U-15日本代表候補、U-16日本代表に選出された経験を持つ。2010年に高校を卒業し鹿屋体育大学へ進学。もともとはFWだったが、大学4年時にDF（CB）へ転向した。大学在学中に教員免許を取得。
2013年4月、ロアッソ熊本に特別指定選手として登録。同月17日の第9節愛媛FC戦で途中出場し、Jリーグデビューを果たした。8月30日、熊本の特別指定選手を解除された。
2014年、複数のJクラブからオファーがあったものの殆どがセンターFWとしての評価であり、その中でセンターバックとして評価してくれた唯一のクラブであった栃木SCへの入団が決定した。
2019年12月、現役引退が発表された直後に、宇都宮短期大学附属高等学校より2020年4月から教員のオファーがあり、保健体育科教諭として第二の人生スタートを決断した。サッカー部強化ではなく、命をかけて仕事に取り組む心構えなどを生徒指導に活かしてほしいのが採用理由であった。
フジテレビ系『新しいカギ』（2024年1月20日放送）の学校企画「学校駅伝」に先生チームの一員として出場した。

## 所属クラブ
ユース経歴
- 熊本ユナイテッドSCジュニア
- 熊本ユナイテッドSCジュニアユース (益城町立益城中学校)
- 2007年 - 2009年 熊本県立大津高等学校
- 2010年 - 2013年 鹿屋体育大学体育会サッカー部
  - 2013年4月 - 同年8月  ロアッソ熊本 (特別指定選手)

プロ経歴
- 2014年 - 2019年  栃木SC

## 個人成績
| 国内大会個人成績 | 国内大会個人成績 | 国内大会個人成績 | 国内大会個人成績 | 国内大会個人成績 | 国内大会個人成績 | 国内大会個人成績 | 国内大会個人成績 | 国内大会個人成績 | 国内大会個人成績 | 国内大会個人成績 | 国内大会個人成績 |
| 年度             | クラブ           | 背番号           | リーグ           | リーグ戦         | リーグ戦         | リーグ杯         | リーグ杯         | オープン杯       | オープン杯       | 期間通算         | 期間通算         |
| 年度             | クラブ           | 背番号           | リーグ           | 出場             | 得点             | 出場             | 得点             | 出場             | 得点             | 出場             | 得点             |
| 日本             | 日本             | 日本             | 日本             | リーグ戦         | リーグ戦         | リーグ杯         | リーグ杯         | 天皇杯           | 天皇杯           | 期間通算         | 期間通算         |
| ---------------- | ---------------- | ---------------- | ---------------- | ---------------- | ---------------- | ---------------- | ---------------- | ---------------- | ---------------- | ---------------- | ---------------- |
| 2008             | 大津高           |                  | -                | -                | -                | -                | -                | 0                | 0                | 0                | 0                |
| 2010             | 鹿屋体大         | 25               | -                | -                | -                | -                | -                | 1                | 0                | 1                | 0                |
| 2013             | 鹿屋体大         | 5                | -                | -                | -                | -                | -                | 1                | 0                | 1                | 0                |
| 2013             | 熊本             | 33               | J2               | 2                | 0                | -                | -                | -                | -                | 2                | 0                |
| 2014             | 栃木             | 18               | J2               | 0                | 0                | -                | -                | 0                | 0                | 0                | 0                |
| 2015             | 栃木             | 18               | J2               | 10               | 0                | -                | -                | 0                | 0                | 10               | 0                |
| 2016             | 栃木             | 18               | J3               | 8                | 1                | -                | -                | -                | -                | 8                | 1                |
| 2017             | 栃木             | 18               | J3               | 1                | 0                | -                | -                | -                | -                | 1                | 0                |
| 2018             | 栃木             | 18               | J2               | 0                | 0                | -                | -                | 0                | 0                | 0                | 0                |
| 2019             | 栃木             | 18               | J2               | 1                | 0                | -                | -                | 1                | 0                | 2                | 0                |
| 通算             | 日本             | 日本             | J2               | 13               | 0                | -                | -                | 1                | 0                | 14               | 0                |
| 通算             | 日本             | 日本             | J3               | 9                | 1                | -                | -                | 0                | 0                | 9                | 1                |
| 通算             | 日本             | 日本             | 他               | -                | -                | -                | -                | 2                | 0                | 2                | 0                |
| 総通算           | 総通算           | 総通算           | 総通算           | 22               | 1                | -                | -                | 3                | 0                | 25               | 1                |

- 2013年は特別指定選手

その他の公式戦
- 2016年
  - J2・J3入れ替え戦 2試合0得点

- Jリーグ初出場 - 2013年4月17日 J2第9節 対愛媛FC (うまかな・よかなスタジアム)

## タイトル

### クラブ
鹿児島県国体選抜
- 国民体育大会サッカー競技 成年男子 (2011年)

## 代表歴
- 2005年 U-15日本代表候補
- 2006年 U-16日本代表
- 2012年 九州大学選抜